# Eduard Boas
Eduard Boas (geboren 18. Januar 1815 in Landsberg an der Warthe; gestorben 12. Juni 1853 ebenda) war ein deutscher Schriftsteller und Literaturhistoriker.

## Leben
Boas war erst Kaufmann, wandte sich später der Literatur und der Literaturwissenschaft zu. Er unternahm zahlreiche ausgedehnte Reisen nach Skandinavien und in die Mittelmeerländer, die ihm auch Stoff für seine Bücher lieferten, zum Beispiel für In Skandinavien. Nordlichter (1845). Er bediente sich auch sonst der Form des (fiktiven) Reiseberichts, so in seiner satirischen Reiseblüthen-Trilogie (1834 und 1836), in der er „fast sämtliche Klischees und Topoi der Utopien und phantastischen Reisen […] mit milder, vormärzlicher Kritik parodiert […], wobei die Satire um ihrer selbst willen im Vordergrund stand. Man könnte in diesem Fall auch von einer verselbständigten ‚satirischen Methode‘ sprechen.“ In der Mond-Novelle (1836) macht er sich über den Erfolg der von dem amerikanische Journalisten Richard Adams Locke inszenierten Great Moon Hoax lustig.
Boas lebte in Berlin und Dresden und in seiner Geburtsstadt, wo er 1853 im Alter von 38 Jahren starb.
Die geplante 12-bändige Werkausgabe blieb Fragment. Von 1846 bis 1848 erschienen 5 Bände.

## Bibliographie

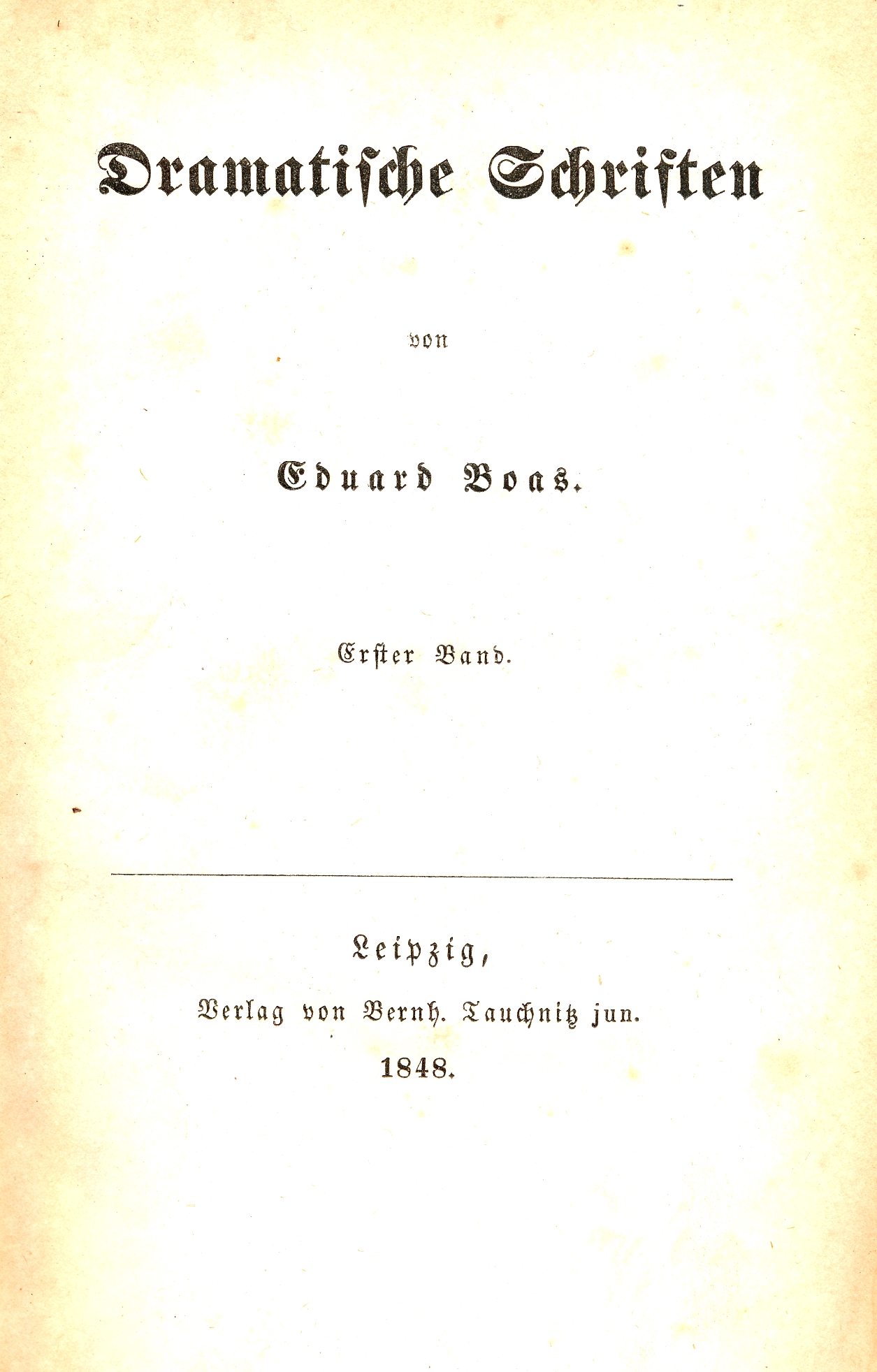
Dramatische Schriften, Leipzig 1848 (Titelseite)

- Reiseblüthen aus der Oberwelt (Grimma 1834, 2 Bde.)
- Reiseblüthen aus der Sternenwelt und Mond-Novelle (Altenburg 1936)
- Reiseblüthen aus der Unterwelt : Erlebnisse in Wineta. Saturnalia und Olympia. Neptunia und Plutonien. Medicinia. Homöopathia und Minerva. Realia und Idealia. Liberalia und St. Simonia. Demagogia und Cynopolis (Altenburg 1836, 2 Bde.)
- Deutsche Dichter (Novellen; Leipzig 1837)
- Namen-Symbolik in der deutschen Poesie (Landsberg a. d. Warthe 1840)
- Sprüche und Lieder eines nordischen Braminen (Leipzig 1842)
- Französische Thronfolger : Eine Vision (Stuttgart 1844)
- Pepita : Italienische Idylle (Leipzig 1844)
- In Skandinavien. Nordlichter (Reiseschilderung; Leipzig 1845)
- Des Kriegskommissars Pipitz Reise nach Italien  (komischer Roman; Stuttgart 1841, 4 Bde.)
- Dramatische Schriften (Leipzig 1848)
- Schiller und Goethe im Xenienkampf (Stuttgart 1851, 2 Tle.)
- Schillers Jugendjahre (postum hrsgg. von Wendelin von Maltzahn; Hannover 1856, 2 Bde.)
- Schillers und Goethes Xenienmanuskript (postum hrsgg. von Wendelin von Maltzahn; Berlin 1856)

als Herausgeber
- Nachträge zu Schillers sämtlichen Werken (Stuttgart 1838–40, 3 Bde.; neue Ausgabe 1853)
- Nachträge zu Goethes sämtlichen Werken (Leipzig 1841, 3 Bde.)
- Die deutsche Flagge : Ein Album (Leipzig 1846)

Werkausgabe
- Schriften (Leipzig 1846–48, 5 Bde.)